# モイセス・バプティスタ・デ・ソウザ
モイセス・バプティスタ・デ・ソウザ（Moises Baptista De Sousa、1974年7月24日 - ）は、ブラジル出身のキックボクサー。身長178cm、体重76kg。デミトリー・シャクタ、デニー・ビルに勝利している。

## 来歴
2004年12月18日、SuperLeague Netherlands
2004にてスーパーリーグデビュー。ユーリ・メスにKO負け。
2005年4月9日、SuperLeague, Austria 2005にてデミトリー・シャクタにKO勝ち。金星を挙げる。
2006年1月28日、SuperLeague Hungaryにてデニー・ビルに判定勝ち。